# Cameroun britannique
Cet article possède un paronyme, voir Cameroun (homonymie).
20 juillet 1922 – 1er octobre 1961
(39 ans, 2 mois et 11 jours)
Entités précédentes :
- Kamerun

Entités suivantes :
- Cameroun
- Nigeria

Le Cameroun britannique (en anglais : British Cameroon, British Cameroons ou Cameroons) était un territoire sous mandat de la Société des Nations, puis sous tutelle des Nations unies, administré par le Royaume-Uni. Aujourd'hui, il est partagé entre le Nigeria et le Cameroun.

## Administration territoriale
Le territoire est divisé en cinq provinces : Benue, Bornu, Adamawa, Bamenda et Cameroons. Les provinces orientales de Cameroons et de Bamenda sont administrées comme les provinces de la Région orientale du Nigeria. La province de Cameroons est divisée en trois districts : Victoria, Kumba et Mamfe dirigés par un district officer. La province de Bornu aussi appelée l'Émirat ou le Sulnanat de Dikoa.

## Histoire
Le Kamerun (dont le territoire correspond à l’actuel Cameroun et à la frange est du Nigeria) fut colonisé par l'Allemagne sous le régime du protectorat durant le « partage de l'Afrique » entre les puissances européennes à la fin du XIXe siècle. Pendant la Première Guerre mondiale, le territoire fut occupé par les troupes britanniques, françaises et belges, puis confié pour partie à la France et pour partie au Royaume-Uni en 1922, sous mandat de la SDN.

### Période du mandat (1922-1946)
Les Britanniques découpent administrativement ce territoire en deux régions, le Cameroun méridional (Southern Cameroons) et le Cameroun septentrional (Northern Cameroons). Le territoire est placé sous administration indirecte (indirect rule). Des autorités indigènes (native-authorities) administrent les populations locales selon leurs coutumes, sauf lorsque celles-ci sont en contradiction avec les principes de la civilisation britannique. Les autorités britanniques déterminent les grandes orientations et en laissent la mise en œuvre aux autorités indigènes. Par ailleurs, les autorités britanniques gardent la mainmise sur le commerce, l'exploitation des ressources économiques et minières et l'administration des Européens.
Pendant la Seconde Guerre mondiale, 3 500 hommes originaires du Cameroun britannique s'engagent dans les troupes de l'Empire. Après le conflit, le territoire est placé sous tutelle de l'ONU en lieu et place du mandat de la SDN.

### Période de la tutelle (1946-1961)
En juin 1957, l'homme politique Ndeh Ntumazah fonde le One Kamerun (OK), considéré comme la branche anglophone de l'Union des populations du Cameroun (UPC). Les autorités britanniques collaborent toutefois avec les autorités françaises, non sans une certaine tension, dans la répression des militants upécistes réfugiés en zone britannique. Isaac Tchoumba Ngouankeu, l'un des leaders de l'UPC, est ainsi livré à l'administration française. En avril 1957, des commandos français pénètrent secrètement (sans en avoir averti les Britanniques) dans un siège de l'UPC, incendient les bâtiments et exécutent plusieurs militants.
Après de nombreuses discussions de 1959 à 1961, le Cameroun septentrional (majoritairement musulmane) choisit par référendum (60 % contre 40 %) d'être rattachée au Nigeria (ce qui est fait le 31 mai 1961), tandis que le Cameroun méridional (majoritairement chrétien) opte (70,5 % contre 29,5 %) pour son rattachement au Cameroun, anciennement sous mandat français pour former la république fédérale du Cameroun le 1er octobre 1961.

## Dirigeants
- Liste des dirigeants du Cameroun britannique

## Économie

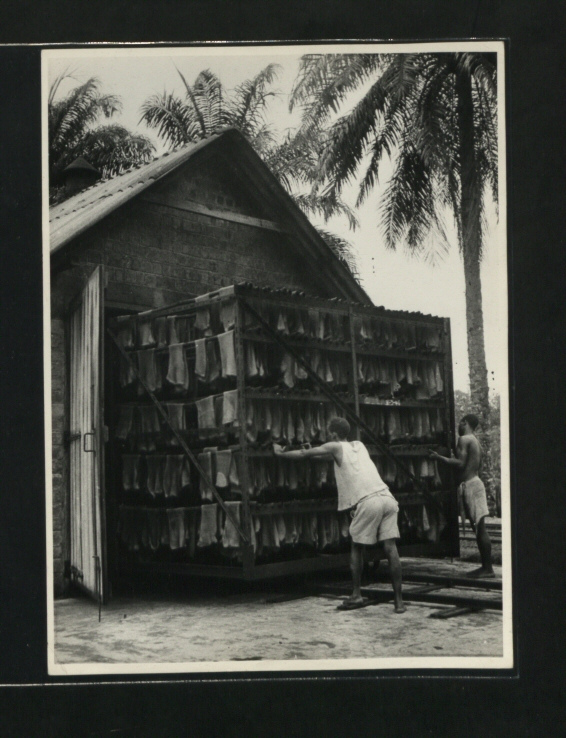
Production de caoutchouc à la Cameroons Development Corporation (CDC), à Tiko.

En 1922, selon un rapport du bureau des Colonies, le territoire ne bénéficie d'aucune concession de terres ou de droits miniers et le système d'imposition est celui adopté pour les provinces septentrionales du Nigeria, à savoir un impôt direct sur le revenu après une évaluation minutieuse par les responsables politiques. Une exception est faite pour les tribus et les communautés les moins développées, qui ne sont pas imposées du tout ou le sont pour un montant purement nominal.    
En 1948, selon un rapport du gouvernement britannique, les ressources du territoire sont entièrement agricoles et pastorales, et sa prospérité économique se reflète dans les prix des matières premières qu'il produit et exporte. Il s'agit de la banane, du cacao, du caoutchouc, de l'huile de palme et du palmiste, de l'arachide, des cuirs et peaux, ainsi que de petites quantités de bois, de ricin et de café.  
Un rapport sur le revenu national du Nigeria, évalue son revenu national, y compris celui du Cameroun britannique, à 600 000 000 livres sterling, soit environ 20 livres sterling par habitant, en 1950 et 1951. Il n'y a pas de chambres de commerce ou d'organismes apparentés dans le territoire.  
En 1955, selon un rapport du gouvernement britannique, le facteur le plus important de son économie est la Cameroons Development Corporation (CDC). Les deux autres éléments les plus importants sont l'agriculture paysanne et les communications. La totalité de l'huile de palme et la plupart des palmistes, des bananes et du caoutchouc proviennent de plantations appartenant à la CDC, la Pamol Plantations Plc (filiale du groupe Unilever) et l'Elders and Fyffes Limited ; la plupart des autres exportations provient de producteurs paysans.    

### Monnaie
- Livre de l'Afrique occidentale britannique

## Poste et timbres
- Histoire philatélique et postale du Cameroun britannique

## Population et société

### Religions
La religion de la grande majorité de la population associe la croyance en l'Être suprême à des formes d'animisme et de culte des ancêtres. Au Cameroun septentrional, les Peuls et les Kanouri professent l'islam et, dans les provinces de Cameroons et de Bamenda, le christianisme se répand parmi les classes instruites, en particulier dans le district de Victoria.

### Langues
Les nombreuses tribus parlent une variété de langues différentes, certaines soudaniques, d'autres semi-bantoues, d'autres encore bantoues. Il n'existe aucune langue qui s'approche de près ou de loin d'une lingua franca pour le territoire. L'anglais est assez largement parlé dans l'extrême sud, et d'autres langues comprises sur une zone importante sont le duala (dans le sud), le bali (dans la province de Bamenda), le fulani (dans la province d'Adamawa) et le kanouri (dans la province de Bornu).

## Législation
Depuis la proclamation no 23 du 30 septembre 1919, le code pénal du Nigeria s'applique au territoire. 

## Éducation
Les écoles relèvent de la responsabilité de l'administration, mais surtout des missions et des autorités indigènes. Pour l'administration britannique, il s'agit de former des « auxiliaires de l'exploitation coloniale » qui travailleront comme commis pour l'administration, les maisons de commerce et les plantations industrielles appelées clerks, ainsi que des agents de la force publique. Les besoins pour l'ensemble de la région étant faibles, le nombre d'élèves admis dans les écoles « anglaises » est limité. En tout état de cause, les Britanniques fonr appel à des personnes formées au Nigeria. En 1950, par exemple, pour l'ensemble du Cameroun britannique, 64 % des junior grades employés par le gouvernement sont camerounais et 36 % nigérians. Au niveau des cadres supérieurs, il y a un Camerounais et six Nigérians. Pour les missions, qui accueillent en 1937 plus des 3⁄4 des élèves, l'éducation est le fer de lance de la conquête religieuse du territoire et, dans les premiers temps, l'église, le temple et l'école ne forment souvent qu'une seule et même entité. Pour eux, l'école doit former leurs « cadres » - catéchistes, instituteurs et pasteurs, mais aussi commerçants, patrons d'offices chrétiens, etc. - les futurs dirigeants du territoire. 
Pour les autorités indigènes (native authorities), l'école est au service d'une ethnie, d'un clan ou même d'un village. Dans les écoles, les maîtres parlent aux enfants de leur « race » et utilisent les ressources du « folklore » pour les histoires et les contes qui constituent une part appréciable de l'enseignement. Les chefs tradionnels sont chargés, dans la mesure du possible, de la mise en place et de l'entretien de ces écoles. Sans chercher à assimiler les populations, les Britanniques ne veulent pas imposer systématiquement leur langue et leurs valeurs culturelles, permettant ainsi aux populations de préserver leurs traditions culturelles. En 1952, seul un enfant sur quatre en âge d'être scolarisé allait à l'école, et plus d'un millier d'entre eux fréquentaient des écoles vernaculaires. Jusqu'à la fin des années 1950, les Britanniques autorisent l'utilisation des langues vernaculaires dans les premières années d'école, comme mesure de transition entre la maison et l'école. 